# أنطونيو بينيتيز
أنطونيو بينيتيز (بالإسبانية: Antonio Benítez Fernández)‏ هو لاعب كرة قدم إسباني في مركز الدفاع، ولد في 2 يونيو 1951 في شريش في إسبانيا، وتوفي بنفس المكان في 19 فبراير 2014. شارك مع منتخب إسبانيا لكرة القدم. أما مع النوادي، فقد لعب مع ريال بيتيس ونادي خيريث.

## وصلات خارجية
- أنطونيو بينيتيز على موقع الاتحاد الدولي (مؤرشف)  (الإنجليزية)
- أنطونيو بينيتيز على موقع قاعدة بيانات كرة القدم.إي يو (الإنجليزية)
- أنطونيو بينيتيز على موقع ناشيونال فوتبول تيمز (الإنجليزية)